# Asota extincta
Asota extincta är en fjärilsart som beskrevs av Gottfried Christian Reich 1932. Asota extincta ingår i släktet Asota och familjen nattflyn. Inga underarter finns listade i Catalogue of Life.